# Jakob-Kaiser-Preis
Der Jakob-Kaiser-Preis war ein Preis, der jährlich vom Bundesministerium für gesamtdeutsche Fragen für die beste Fernsehsendung oder -reportage vergeben wurde. Der Preis war nach dem deutschen Politiker und Widerstandskämpfer gegen den Nationalsozialismus Jakob Kaiser benannt. 
Der Jakob-Kaiser-Preis wurde von 1960 bis zur Auflösung des Bundesministeriums 1991 vergeben und war mit 10.000 D-Mark dotiert.

## Preisträger (Auswahl)
- 1960: Günter Lincke
- 1961: Matthias Walden
- 1964: Will Tremper, Rolf Hädrich
- 1965: Olrik Breckoff
- 1966: Dieter Meichsner
- 1966: Wolfgang Menge und Egon Monk
- 1967: Wolfgang Menge
- 1968: Dieter Meichsner und Fritz Schenk
- 1968: Dieter Meichsner
- 1969: Wolfgang Menge
- 1970: Helmut Krapp
- 1970: Carola Stern
- 1971: Wolfgang Venrohr
- 1973: Lutz Lehmann
- 1976 Johannes Hendrich, Manfred Bieler
- 1976: Holger Oehrens
- 1977: Manfred Bieler und Peter Stripp
- 1978: Peter Schulze-Rohr
- 1980: Walter Kempowski und Eberhard Fechner
- 1981: das Fernsehmagazin Kontraste und Eberhard Fechner
- 1982: Friedrich Nowottny
- 1983: Joachim Jauer, Theodor Schübel und Kennzeichen D
- 1984: Helga Märthesheimer und Dieter Zimmer
- 1985: Guido Knopp
- 1986: Guido Knopp
- 1987: Sabine Postel
  - Kategorie "Fernsehfilm": Völkerschlachtdenkmal (je 5000 Mark an Erich Loest und Heinz Schimmelpfennig)
  - Kategorie "Informationsendung": Deutsches aus der anderen Republik (10000 Mark)
- 1988: Claus Richter
- 1989: Heinz Sielmann
- 1989: Michael Steinbrecher
- 1990: das Fernsehmagazin Kontraste
- 1991: Wolfgang Kirchner
- Heike Mundzeck
- Wolfgang Venohr
- Horst Schättle